# Hà Bổng

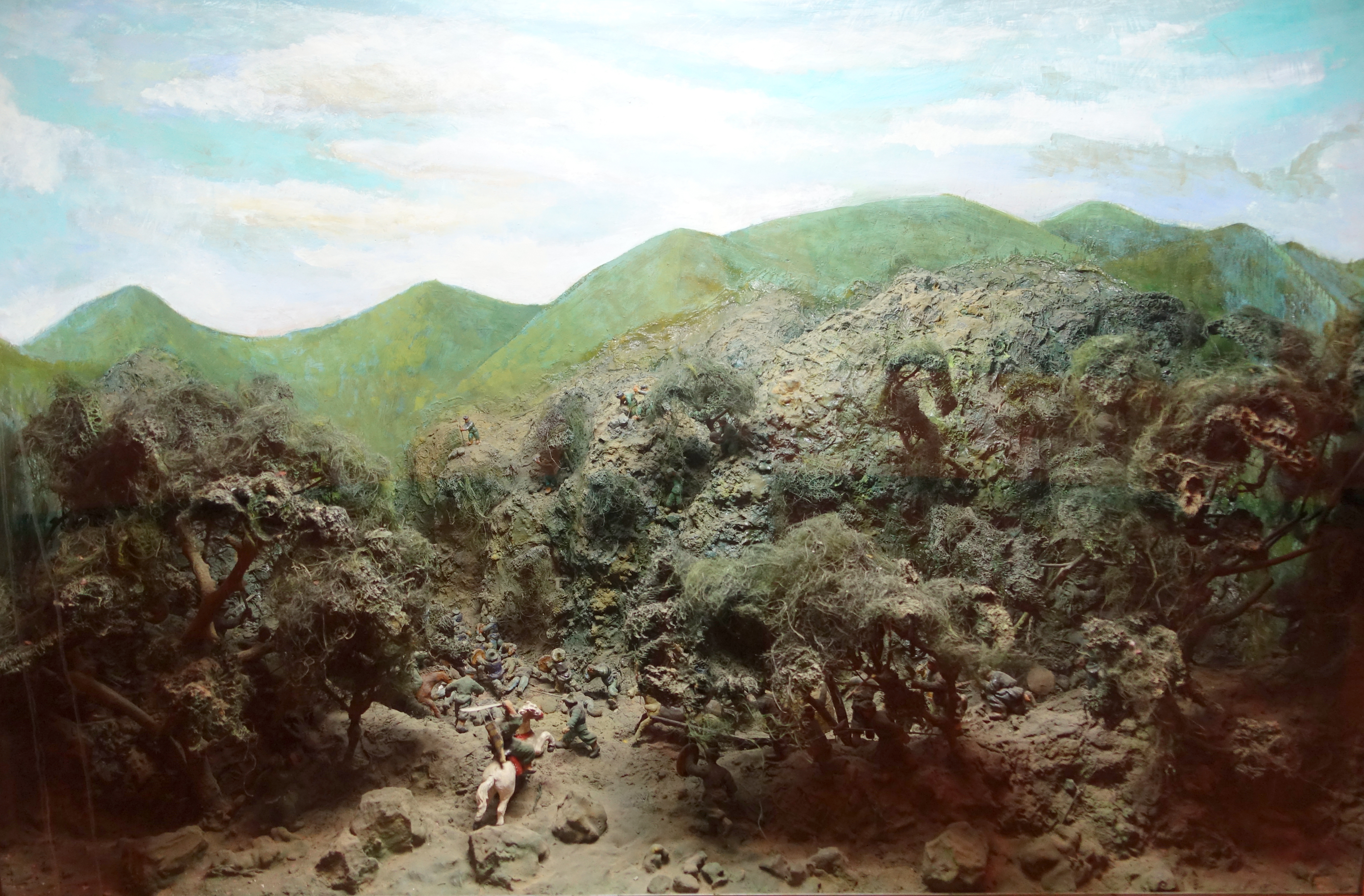
Sa đồ trận Quy Hóa năm 1258 nơi Hà Bổng chỉ huy tập kích quân Nguyên Mông

Hà Bổng (?-1258) là người dân tộc Tày và là tù trưởng, trại chủ Quy Hóa thời nhà Trần. Ông là một trong những tướng lĩnh có công chặn đường rút lui của quân Nguyên-Mông trong chiến tranh Nguyên Mông-Đại Việt lần 1, và cùng nhà Trần chặn đánh quân Nguyên Mông suốt dọc sông Hồng.. Sau khi ông mất, em của ông lên thay và cùng nhà Trần tiếp tục kháng chiến chống Nguyên-Mông lần 2.
Hiện ông được thờ ở đền Đông Cuông, huyện Văn Yên, Yên Bái. Tên ông được đặt cho một con đường ở Sơn Trà, Đà Nẵng.